# Euphorbia glauca
Euphorbia glauca G.Forst. es una especie fanerógama perteneciente a la familia de las euforbiáceas. Es una planta costera endémica de Nueva Zelanda.

## Descripción
Es una pequeña planta arbustiva que alcanza unos 50 cm de altura y 2 m de ancho. El color varía de verde pastel, azul claro a gris follaje.  La especie se encuentra ahora en grave declive, debido al desarrollo costero y a la competencia de la maleza.

## Taxonomía
Euphorbia glauca fue descrita por Georg Forster y publicado en Florulae Insularum Australium Prodromus 36. 1786.
Etimología
Euphorbia: nombre genérico que deriva del médico griego del rey Juba II de Mauritania (52 a 50 a. C. - 23), Euphorbus, en su honor – o en alusión a su gran vientre –  ya que usaba médicamente Euphorbia resinifera. En 1753 Carlos Linneo asignó el nombre a todo el género.
glauca: epíteto latino que significa "azul-verdosa".
Sinonimia
- Euphorbia sexangularis Henckel (1806).[4][5]